# Sannantha leratii
Sannantha leratii là một loài thực vật có hoa trong Họ Đào kim nương. Loài này được (Schltr.) Peter G.Wilson mô tả khoa học đầu tiên năm 2007.